# Elevador de Santa Justa
Elevador de Santa Justa (port: Winda Santa Justa, zwana również Elevador do Carmo) – zabytkowa winda w dzielnicy Santa Justa, w historycznym centrum Lizbony, położona na końcu Rua de Santa Justa. Łączy niższe ulice Baixa z wyżej położonym Largo do Carmo (Plac Carmo). Od czasu budowy winda stała się atrakcją turystyczną portugalskiej stolicy. W odróżnieniu od wszystkich innych wyciągów miejskich, Santa Justa jest jedynym, który porusza się w pionie. Inne windy, w tym Elevador da Glória i Elevador do Lavra, pełnią rolę kolei linowo-terenowych.